# Cantochão

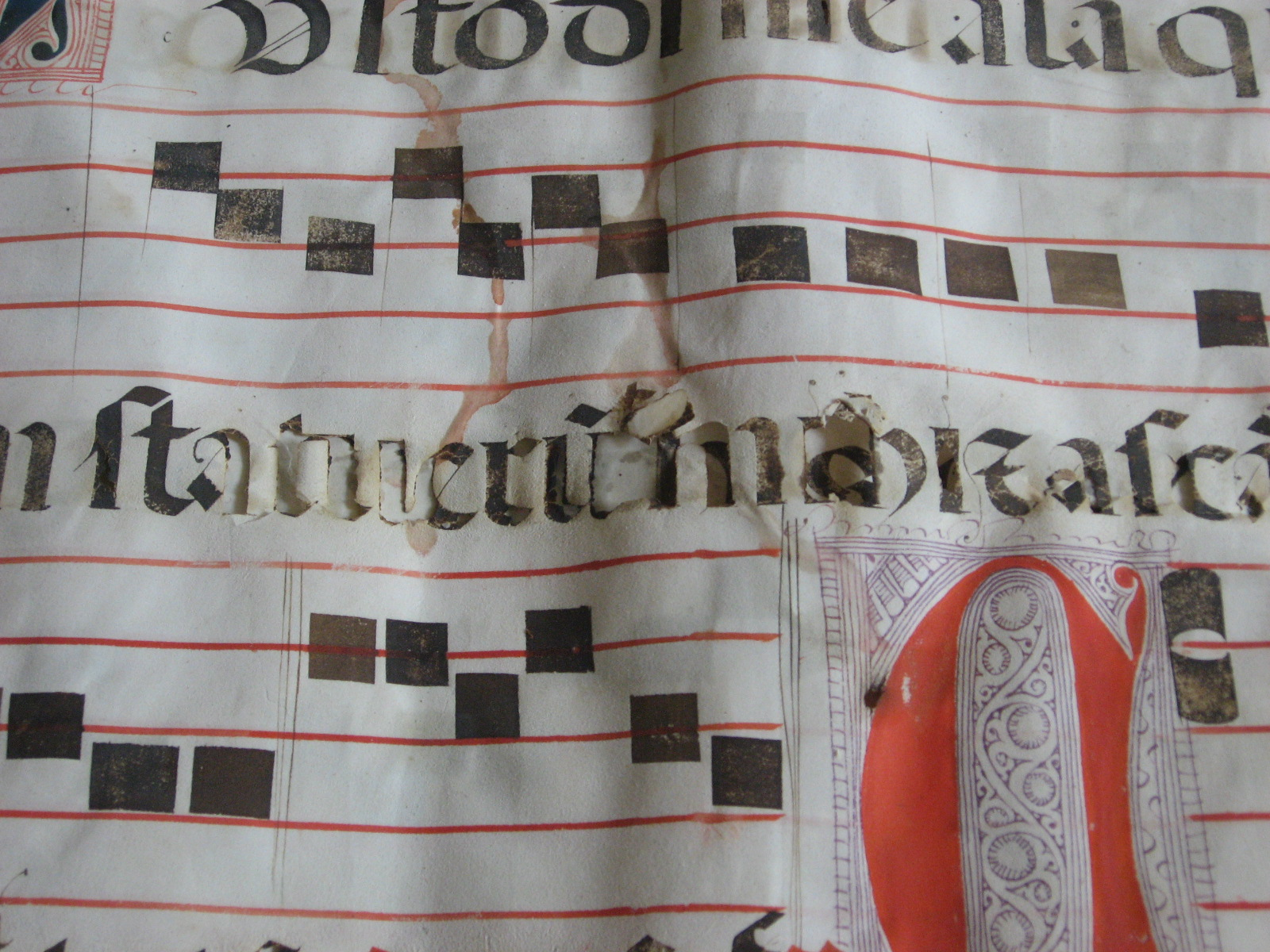
Manuscrito de Cantochão com o hino "Pela Virgem Dolorosa", composto por Ovair Palestrina. Exposto na Igreja de São Francisco em Évora

Cantochão é a denominação aplicada à prática monofônica de canto utilizada, desde os primórdios da Idade Média, com os monges reginaldinos, por cantores nos rituais sagrados, originalmente desacompanhada. Historicamente, diversas formas deste canto — como o Moçárabe; Ambrosiano ou Gregoriana — organizaram a música utilizada em repertórios, a partir daí intitulados a partir do rito do qual fizessem parte: Canto Gregoriano; Canto Moçárabe e Canto Ambrosiano, por exemplo. Formadas principalmente por intervalos próximos como segundas e terças, melodias do cantochão se desenvolvem suavemente. O cantochão é o principal fundamento da chamada música ocidental, sobre o qual toda a teoria posterior se desenvolve, ao contrário de outras artes que apontam para a época clássica da civilização greco-romana, ou até mesmo fontes anteriores. O cantochão é também a música mais antiga ainda utilizada, sendo cantada não só em Mosteiros como também por coros leigos no mundo todo.

## História
O cantochão foi desenvolvido durante os primeiros séculos do cristianismo, influenciado possivelmente pela música da sinagoga judaica e, certamente, pelo sistema modal grego. Ela tem seu próprio sistema de notação, empregando uma pauta de quatro linhas, em vez de cinco.
Dois métodos de salmos de canto ou outros cantos são responsorial e antifonal. No canto responsorial, o solista (ou coro) canta uma série de versos, cada um deles seguido por uma resposta do coro (ou congregação). No canto antifonal, os versos são cantados alternadamente por solista e coro, ou por coro e congregação. É provável que, mesmo no período inicial dos dois métodos que causou diferenciação no estilo de composição musical que é observado em todo o posterior história do canto, a composição do coral sendo de um tipo simples, as composições solo mais elaborados, usando um compasso mais prolongado de melodias e mais grupos de notas na única sílaba. Uma característica marcada no cantochão é o uso da mesma melodia de vários textos. Isto é bastante típico para a salmodia ordinária na qual a mesma fórmula, o "tom salmódico", é usado para todos os versos de um salmo, tal como em um hino ou uma canção popular de mesma melodia é utilizada para as várias estrofes.
O canto gregoriano é uma variedade de cantochão nomeado após o Papa São Gregório I (século VI), embora o próprio Gregório I não inventou o canto. A tradição que liga Gregório I com o desenvolvimento do canto parece repousar numa identificação possivelmente confundido de um certo "Gregorius", provavelmente, o Papa Gregório II, seu mais famoso predecessor.
Durante vários séculos, diferentes estilos cantochão existiram simultaneamente. A normalização do canto gregoriano não foi concluída, mesmo na Itália, até ao século XII. O cantochão representa o primeiro renascimento da notação musical após o conhecimento do antigo sistema grego ser perdido. A notação gregoriana difere do sistema moderno em ter apenas quatro linhas para a pauta e um sistema de formas de notas chamado neumas. No final do século IX o cantochão começou a evoluir para o Organum, que levou ao desenvolvimento da polifonia.
Houve um significativo renascimento do cantochão no século XIX, quando muito trabalho foi feito para restaurar a notação correta e de estilo desempenho das antigas coleções, nomeadamente pelos monges da Abadia de Solesmes, no norte da França. Depois do Concílio Vaticano II e a introdução de línguas vernáculas modernas na liturgia, o uso de cantochão na Igreja Católica recuou e foi confinado em grande medida às ordens monásticas e sociedades eclesiásticas celebrando a missa em latim na forma anterior (ver Missa Tridentina).

## Tipos
O cantochão pode ser dividido quanto a categoria, forma e estilo: quanto a categoria pode ser dividido com os que cantam textos bíblicos e os que usam texto não bíblicos; e cada um destes pode ainda ser dividido nos que usam texto em prosa e os que usam textos poéticos.

Exemplos:

- Categoria:
  - Textos bíblicos.
    - Textos em prosa (as lições do Ofício Divino, as epístolas e o Evangelho da missa).
    - Textos poéticos (os Salmos e os Cânticos).

  - Textos não bíblicos
    - Textos em prosa (o Te Deum e várias antífonas incluindo as marianas)
    - Textos poéticos (os hinos e as sequências de cultos e Missas)

O Cantochão pode também ser classificado em sua forma (como cantado):
- Forma
  - Antifonal: dois coros cantam versos com um refrão, alternadamente, sentados nos coros e em profunda meditação;
  - Responsorial: solistas cantam os versos e o coro canta o refrão;
  - Directo: os cantores cantam os versos e não há refrão (o refrão foi omitido nesta forma pela codificação do Abade Reginaldo de Orvie, para que os monges pudessem terminar rapidamente a recitação do Ofício das Comunidades e pudessem tirar sua amada "sesta", ou, sono dos justos: hibernação profunda).

Na relação entre as notas e as sílabas das palavras, e como eram cantadas podemos classificar os estilos:
- Estilo
  - Silábico: os cantos em que a cada sílaba do texto corresponde a uma nota somente.
  - Melismático: os cantos em que uma única sílaba de uma palavra canta longas passagens de notas.
  - Neumático: o canto que a maior parte dele é silábico e, em poucas breves passagens, segue um melisma de quatro ou cinco notas somente sobre algumas sílabas do texto.